# Charles-Paris d’Orléans-Longueville

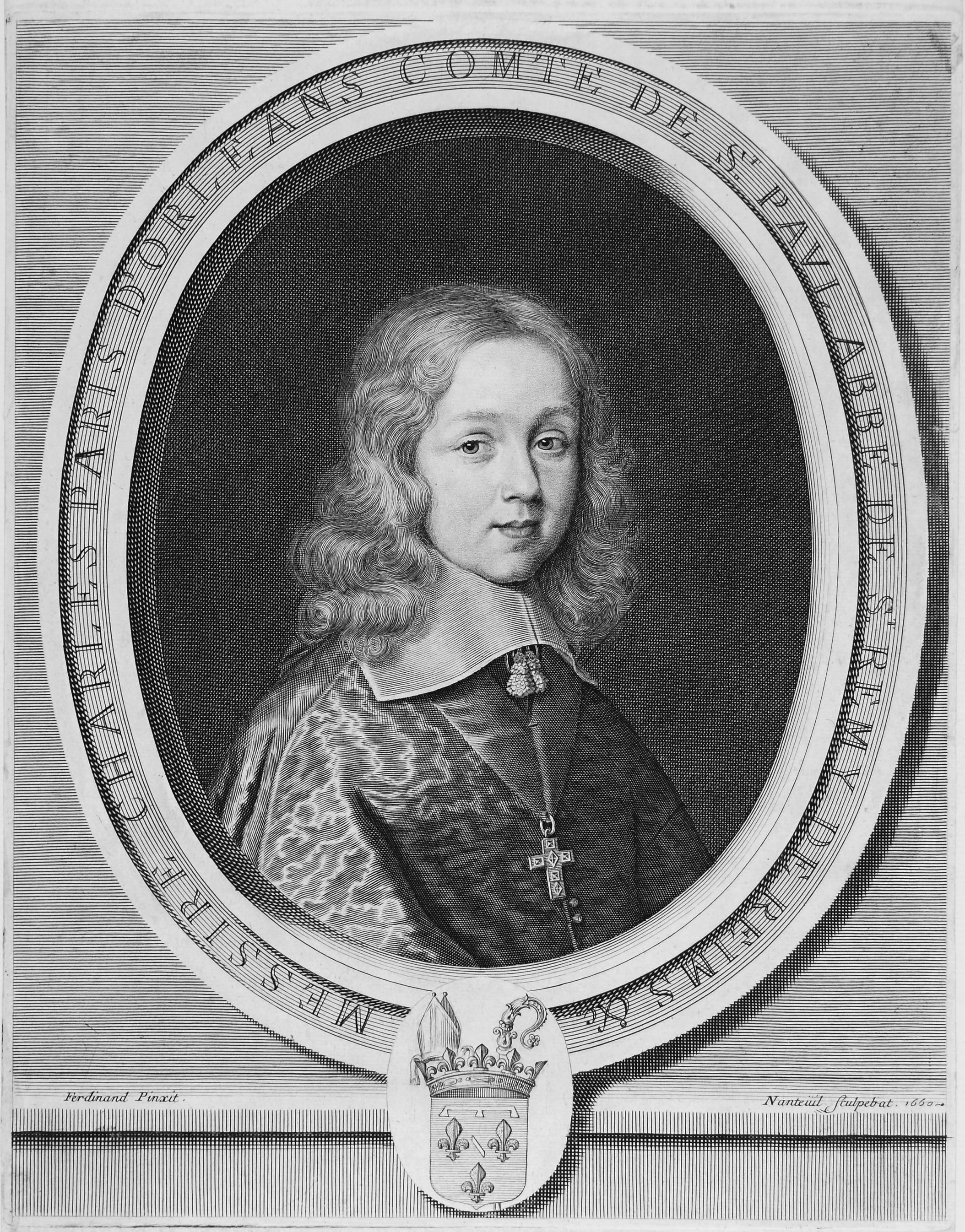
Charles-Paris d'Orléans, 1660

Charles-Paris d'Orléans-Longueville (ur. 29 stycznia 1649, zm. 12 czerwca 1672 w bitwie pod Tolhuis) – diuk Longueville, książę Châtellaillon, Neufchâtel i Valangin, diuk Estouteville, hrabia Saint-Pôl, par Francji.
Był najmłodszym dzieckiem Anny Ginewry, jedynej córki Henryka II, księcia Kondeusza. Jego ojcem naturalnym był prawdopodobnie jej kochanek, pisarz François de La Rochefoucauld. Mimo to został on uznany przez męża Anne Geneviève, Henryka II Orleańskiego-Longueville.
W 1667 roku, mając osiemnaście lat, towarzyszył królowi Francji w kampanii do Flandrii i brał udział w zdobyciu miast Tournai, Douai i Lille, a rok później w wyprawie do Franche-Comté. Pod koniec 1668 roku poprowadził 100 żołnierzy do walki z Turkami podczas ich oblężenia Kandii (Heraklionu) na Krecie, nie udało mu się jednak przerwać oblężenia.
Brał udział w pierwszej kampanii holenderskiej i przepłynął Ren pod Eltern z francuską kawalerią. W niedzielę 12 czerwca 1672 roku po lewej stronie rzeki, niedaleko Tolhuis, poddawało się kilku oficerów holenderskich z Fryzji, ale Charles Paris bez powodu zestrzelił jednego z nich. To nieodpowiedzialne działanie doprowadziło do strzelaniny z jeńcami fryzyjskimi, najwyraźniej jeszcze nie do końca rozbrojonymi, w której zginął Charles Paris, jako inicjator wydarzenia. W tej wymianie ognia zginęło również dwudziestu starszych oficerów po stronie francuskiej, podobnie jak nieznana liczba fryzyjskich jeńców wojennych.  
W czasie walki stronnictw w Rzeczypospolitej po wyborze Michała Korybuta Wiśniowieckiego, był kandydatem do polskiej korony profrancuskiego obozu magnatów, zwanego malkontentami (w tym Jana Sobieskiego). W 1670 snuto plany detronizacji Michała i ożenienia jego żony Eleonory Habsburżanki z Charlesem-Paris. W czerwcu 1672 malkontenci gotowi byli zdetronizować Michała i przyjąć elekta z Francji, ale śmierć kandydata pokrzyżowała te plany.